# Rivulus villwocki
Rivulus villwocki és un peix de la família dels rivúlids i de l'ordre dels ciprinodontiformes.

## Distribució geogràfica
Es troba a Centreamèrica: Panamà.